# Instituto Nacional Demócrata para los Asuntos Internacionales
El Instituto Nacional Demócrata para los Asuntos Internacionales (NDI, en el original en inglés) es una organización no gubernamental política de Estados Unidos que, aunque no partidaria e independiente está asociada al Partido Demócrata de Estados Unidos. Fue creada en 1983 como parte del programa Apoyo Nacional de la Democracia del Congreso de Estados Unidos y recibe fondos federales fiscales canalizados por la Agencia para el Desarrollo Internacional.
Su función primordial es la promoción internacional del desarrollo, la democracia y los derechos humanos. Al estar vinculada al Partido Demócrata tiene así mismo una tendencia ideológica claramente progresista y liberal, como este partido. Además sostiene relaciones con organizaciones internacionales como la Internacional Liberal, la Alianza Progresista, la Internacional Socialista y la Internacional Demócrata de Centro, así mismo trabajo con partidos y organizaciones sociales cívica, democráticos y no violentas. El Instituto tiene más de 70 oficinas en América Latina, Asia, África y la desaparecida Unión Soviética, su sede central está en Washington D. C.
Su contraparte republicana es el Instituto Republicano Internacional.

## Actividades
El Instituto Nacional Demócrata ha trabajado en 156 países y territorios de todo el mundo y ha apoyado los esfuerzos de 16.000 organizaciones cívicas, 925 partidos y organizaciones políticas, 10.000 legisladores y 1.300 organizaciones de mujeres. Además, el IND ha organizado más de 200 delegaciones internacionales de observadores electorales en más de 67 países. A través de sus socios locales, el IND ha ayudado a capacitar y desplegar 4 millones de observadores electorales en 350 elecciones y referéndums en 85 países y ha capacitado a 600.000 observadores electorales de partidos en más de 50 países. Ha ayudado a grupos asociados a organizar 400 debates de candidatos en más de 35 países.

### Chile
El NDI inició sus actividades en Chile en 1985. Sus programas promovieron elecciones libres, trabajando en conjunto con líderes de la oposición y la NED. En 1988 participó en el apoyo de Estados Unidos a la opción No en el plebiscito nacional chileno. El Congreso de los Estados Unidos presupuestó esta campaña con US$1 millón que la Fundación Nacional para la Democracia distribuyó a través del IND, el Instituto Nacional Republicano para Asuntos Internacionales, el Instituto Sindical Libre y el Centro para la Empresa Privada Internacional. El IND participó organizando seminarios, enviando consultores políticos y una misión de observación electoral.

### Nicaragua
En la década de 1980, el IND participó en los programas más amplios de la Fundación Nacional para la Democracia contra la Revolución Nicaragüense.

### Irlanda del Norte
En la década de 1980, el IND brindó apoyo al Partido Socialdemócrata y Laborista de Irlanda del Norte para fortalecer sus principios democráticos. 

### Ucrania
En la década de 2000, el IND trabajó con organizaciones de monitoreo de elecciones como el Comité de Votantes de Ucrania para brindar asistencia financiera y técnica para desarrollar capacidades de monitoreo de elecciones. Este seguimiento jugó un papel destacado en el levantamiento popular contra el fraude electoral durante la Revolución Naranja.

### Estados Unidos
Están asociados con Gov2U, una organización adquirida por Scytl.

## Financiamiento
El NDI recibe apoyo financiero de Fundación Nacional para la Democracia, la Agencia de los Estados Unidos para el Desarrollo Internacional, el Departamento de Estado de Estados Unidos, y el Consorcio para el Fortalecimiento de Procesos Electorales y Políticos. Además, el IND recibe aportes de gobiernos, fundaciones, instituciones multilaterales, corporaciones, organizaciones e individuos. Algunas de estas instituciones incluyen el Gobierno de Australia, Gobierno de Dinamarca, Gobierno de Bélgica y la Open Society Foundations.

## Premios, eventos y honores
- Beca Andi Parhamovich: En 2007, el IND anunció el establecimiento de la Beca Andi Parhamovich, nombrada en honor al miembro del personal del IND, Andi Parhamovich, quien fue asesinado el 17 de enero de 2007, cuando su convoy fue atacado cuando regresaba de una sesión de entrenamiento de un partido político en Bagdad. Cada año, la beca trae a Washington D. C., una mujer joven seleccionada del personal local del IND o de organizaciones asociadas que está profundamente involucrada en la construcción y consolidación de la democracia en su propio país mediante el avance de la participación de las mujeres.[21]
- Premio a la Democracia W. Averell Harriman: Cada año, el IND organiza una cena para reconocer a los innovadores y activistas en el campo de la democracia. En la cena, el IND presenta el Premio a la Democracia W. Averell Harriman, que honra a las personas y organizaciones que han mostrado un compromiso sostenido con la democracia y los derechos humanos, y han demostrado liderazgo, integridad y coraje en su dedicación a los valores y prácticas democráticos.[22]

Entre los ganadores del último se encuentran: la Senadora Barbara Mikulski, D-MD; el arzobispo Desmond Tutu de Sudáfrica; la presidenta Ellen Johnson Sirleaf de Liberia; el expresidente estadounidense Jimmy Carter; el expresidente checo Václav Havel; el expresidente de los Estados Unidos, Bill Clinton; el líder del Proyecto Varela, Oswaldo Payá de Cuba; líder demócrata birmana Aung San Suu Kyi; Embajadora de Estados Unidos ante las Naciones Unidas, Madeleine Albright; y los tunecinos Yassine Brahim , Rafik Halouani, Wafa Makhlouf y Sayida Ounissi.

## Recepción
La revista socialista Monthly Review declaró que los términos asistencia a la democracia, construcción de la democracia y promoción de la democracia se emplean retóricamente para dominar la resistencia nacionalista y socialista a la dominación económica y cultural de Estados Unidos, particularmente en Rusia.
El NDI fue expulsado de Camboya en agosto de 2017.
En diciembre de 2020, China sancionó a tres personas de alto rango del instituto, acusándolo de "interferir descaradamente en los asuntos de Hong Kong e interferir gravemente en los asuntos internos de China".